# 魯辛
50°27′58″N 24°3′56″E / 50.46611°N 24.06556°E
魯辛（烏克蘭語：Русин），是烏克蘭西部的村莊，隸屬利維夫州的舍普季茨基區。該村面積0.79平方公里，海拔高度224米，2001年人口196，人口密度每平方公里248.1人。